# Gymnapogon urospilotus
Gymnapogon urospilotus is een straalvinnige vissensoort uit de familie van kardinaalbaarzen (Apogonidae). De wetenschappelijke naam van de soort is voor het eerst geldig gepubliceerd in 1953 door Lachner.